# Ilse verandert de geschiedenis
Ilse verandert de geschiedenis is een Nederlandse kortfilm uit 1993 van Theo van Gogh, naar een scenario van Theodor Holman. Deze film is enkel verschenen op de DVD van Hoe ik mijn moeder vermoordde.

## Hoofdrolspelers
- Victor Reinier